# The Squaw's Love
The Squaw's Love (Brasil: Amor de Índio ) é um filme mudo norte-americano de 1911 em curta-metragem, do gênero western, dirigido por D. W. Griffith. Cópia do filme encontra-se conservada no Museu de Arte Moderna dos Estados Unidos.